# هامارلند
هامارلند (به لاتین: Hammarland) یک منطقهٔ مسکونی در فنلاند است که در جزایر الند واقع شده و دارای ۱٬۵۸۵ نفر جمعیت است.